# Inglange
Inglange település Franciaországban, Moselle megyében. Lakosainak száma 395 fő (2022. január 1.). Inglange Buding, Budling, Distroff, Elzange, Metzervisse és Oudrenne községekkel határos.

## Népesség
A település népességének változása:
| Lakosok száma | 229  | 239  | 294  | 370  | 427  | 434  | 441  | 422  | 412  | 395  |
|               | 1968 | 1982 | 1990 | 2006 | 2013 | 2015 | 2017 | 2019 | 2020 | 2022 |